# Reattivo di Petasis
Il reattivo di Petasis è il composto metallorganico di formula (C5H5)2Ti(CH3)2. È un solido rosso-arancio, instabile allo stato solido.

## Sintesi
Il reattivo di Petasis viene preparato a partire dal dicloruro di titanocene sostituendo i gruppi cloruro con metillitio o cloruro di metilmagnesio:
Cp2TiCl2  +  2 CH3MgCl   →  Cp2Ti(CH3)2  +  2 MgCl2

## Applicazioni
Il composto fu utilizzato per la prima volta da Nicos A. Petasis e Eugene I. Bzowej nel 1990 per la metilenazione di composti carbonilici, cioè per convertire composti contenenti il gruppo R2C=O nei corrispondenti derivati R2C=CH2. Come reattività ricorda il reattivo di Tebbe e la reazione di Wittig. A differenza della reazione di Wittig, il reattivo di Petasis reagisce con un'ampia gamma di composti carbonilici, tra cui aldeidi, chetoni ed esteri. Il reattivo di Petasis è anche più stabile del reattivo di Tebbe in presenza di aria, e di solito viene utilizzato direttamente in soluzione di toluene e THF. 
Il meccanismo di reazione è molto simile a quello del reattivo di Tebbe. L'effettivo agente metilenante Cp2TiCH2 viene generato in situ scaldando la soluzione del reattivo di Petasis a 60 ºC. Questo carbene di titanio reagisce con il carbonile formando un ossatitanio ciclobutano che poi rilascia l'alchene terminale: